# LeRoy Stone
Pour les articles homonymes, voir Stone.
LeRoy Stone est un monteur américain, né le 5 janvier 1894 à San Francisco (Californie), mort le 15 septembre 1949 à Santa Monica (Californie).

## Biographie
LeRoy Stone débute comme monteur sur le film muet Civilisation de Reginald Barker et autres (avec Howard C. Hickman et Enid Markey), sorti en 1916.
Suivent soixante-deux autres films américains à ce poste — principalement au sein de la Paramount —, dont Son meilleur ami de Lambert Hillyer (1920, avec William S. Hart et Mary Thurman), La Soupe au canard (1933, avec les Marx Brothers) et La Route semée d'étoiles (1944, avec Bing Crosby et Barry Fitzgerald) de Leo McCarey (réalisateur qu'il croise souvent), ou encore La Grande Horloge de John Farrow (1948, avec Ray Milland et Maureen O'Sullivan).
Le dernier film qu'il monte est Échec au hold-up de Lewis Allen (avec Alan Ladd et Phyllis Calvert), sorti le 9 mai 1951, plus d'un an et demi après sa mort prématurée (en 1949, à 55 ans).
La Route semée d'étoiles précité lui vaut en 1945 son unique nomination à l'Oscar du meilleur montage (qu'il ne gagne pas).

## Filmographie partielle
- 1916 : Civilisation (Civilization) de Reginald Barker et autres
- 1920 : Son meilleur ami (Sand!) de Lambert Hillyer
- 1922 : L'Homme aux deux visages de Lambert Hillyer
- 1924 : Les Fiancés du jury (The Woman on the Jury) de Harry O. Hoyt
- 1924 : Le Fleuve de feu (Flowing Gold) de Joseph De Grasse
- 1924 : La Maison des rêves (Flirting with Love) de John Francis Dillon
- 1925 : The Lady Who Lied d'Edwin Carewe
- 1928 : Poupée de Broadway (Show Girl) d'Alfred Santell
- 1928 : La Petite Dame du vestiaire (Naughty Baby) de Mervyn LeRoy
- 1929 : Sally de John Francis Dillon
- 1928 : Harold Teen de Mervyn LeRoy
- 1929 : Mademoiselle et son chauffeur (Children of the Ritz) de John Francis Dillon
- 1930 : Bride of the Regiment de John Francis Dillon
- 1931 : The Lady Who Dared de William Beaudine
- 1932 : Make Me a Star de William Beaudine
- 1932 : Le Président fantôme (The Phantom President) de Norman Taurog
- 1932 : Si j'avais un million (If I Had a Million) de James Cruze et autres
- 1933 : La Soupe au canard (Duck Soup) de Leo McCarey
- 1934 : Poker Party (Six of a Kind) de Leo McCarey
- 1934 : Ce n'est pas un péché (Belle of the Nineties) de Leo McCarey
- 1935 : Je veux être une lady (Goin' to Town) d'Alexander Hall
- 1936 : L'Appel de la folie (College Holiday) de Frank Tuttle
- 1936 : Soupe au lait (The Milky Way) de Leo McCarey
- 1936 : Vingt-cinq Ans de fiançailles (Early to Bed) de Norman Z. McLeod
- 1937 : Le Voilier maudit (Ebb Tide) de James P. Hogan
- 1937 : Place aux jeunes ou Au crépuscule de la vie (Make Way for Tomorrow) de Leo McCarey
- 1938 : La Ruée sauvage (The Texans) de James Patrick Hogan
- 1938 : College Swing de Raoul Walsh
- 1939 : L'Irrésistible Monsieur Bob (Man About Town) de Mark Sandrich
- 1940 : La Femme aux brillants (Adventure in Diamonds) de George Fitzmaurice
- 1941 : La Folle Alouette (Skylark) de Mark Sandrich
- 1942 : La Sentinelle du Pacifique (Wake Island) de John Farrow
- 1942 : Madame exagère (Are Husbands Necessary?) de Norman Taurog
- 1943 : Riding High de George Marshall
- 1943 : Pris sur le vif (True to Life) de George Marshall
- 1944 : La Route semée d'étoiles (Going My Way) de Leo McCarey
- 1945 : Épousez-moi, chérie ! (Hold That Blonde!) de George Marshall
- 1945 : Un héritage sur les bras (Murder, He Says)
- 1946 : La Mélodie du bonheur (Blue Skies) de Stuart Heisler
- 1947 : Hollywood en folie (Variety Girl) de George Marshall
- 1948 : La Grande Horloge (The Big Clock) de John Farrow
- 1949 : Ma bonne amie Irma (My Friend Irma) de George Marshall
- 1949 : Enquête à Chicago (Chicago Deadline) de Lewis Allen
- 1949 : Mon véritable amour (My Own True Love) de Compton Bennett
- 1951 : Échec au hold-up (Appointment with Danger) de Lewis Allen

## Galerie photos

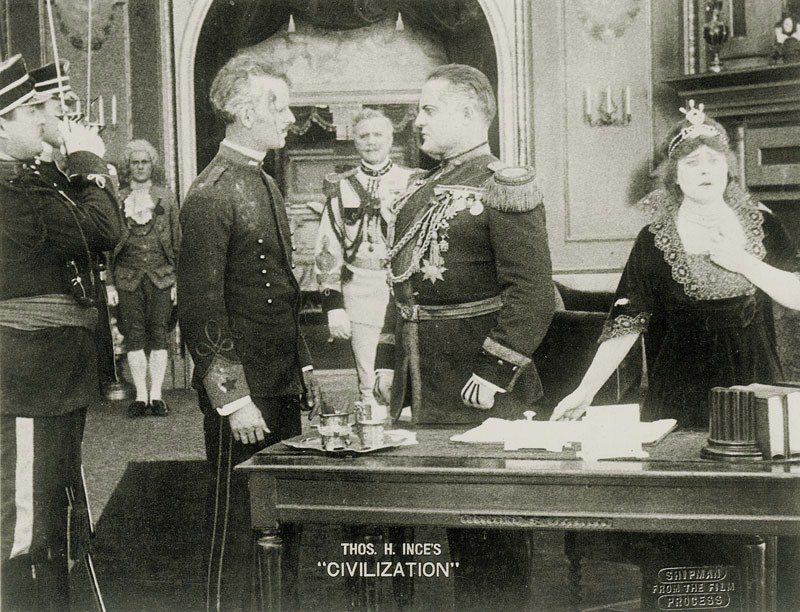
Howard C. Hickman et Herschel Mayall (face à face), Charles K. French (derrière eux) et Lola May (à d.), dans Civilisation (1916)
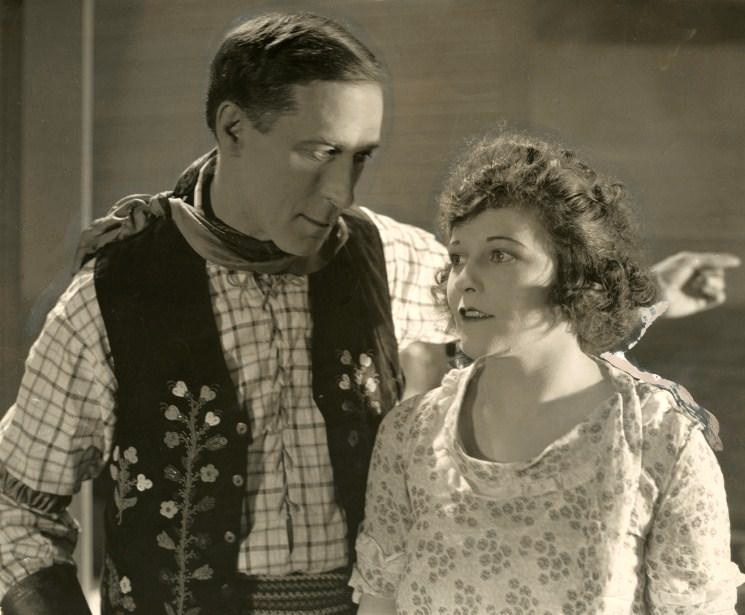
William S. Hart et Mary Thurman, dans Son meilleur ami (1920)
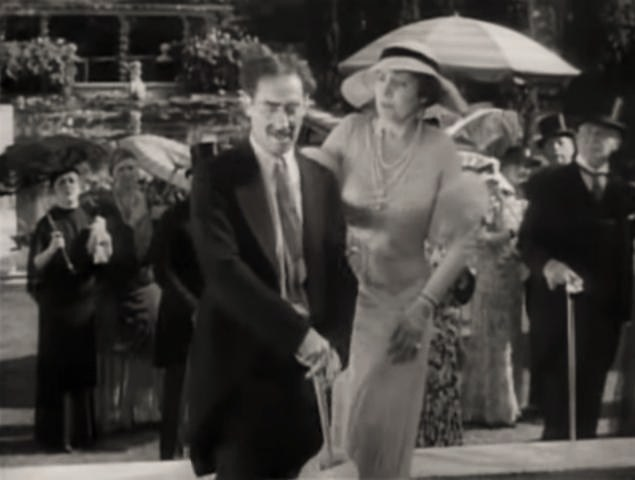
Groucho Marx et Margaret Dumont, dans La Soupe au canard (1933)
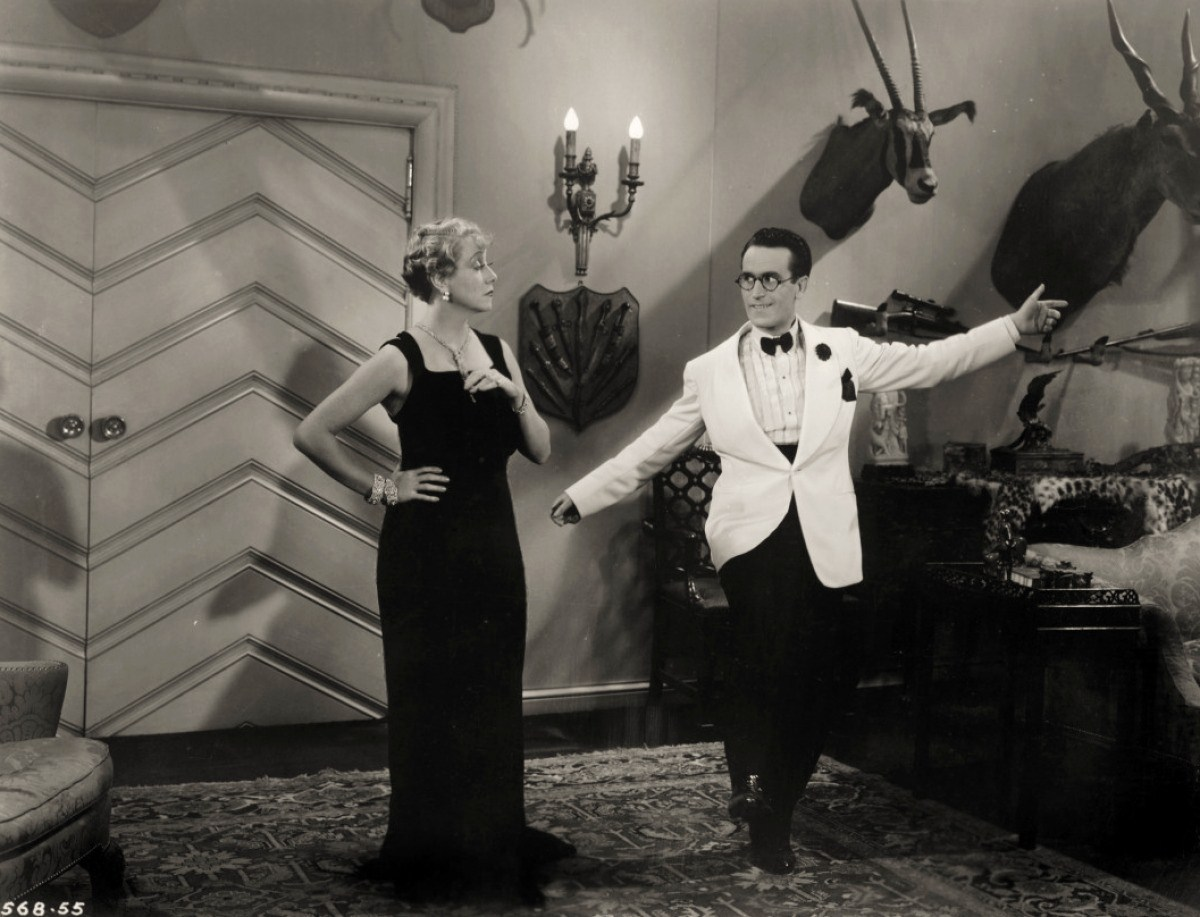
Marjorie Gateson et Harold Lloyd, dans Soupe au lait (1936)
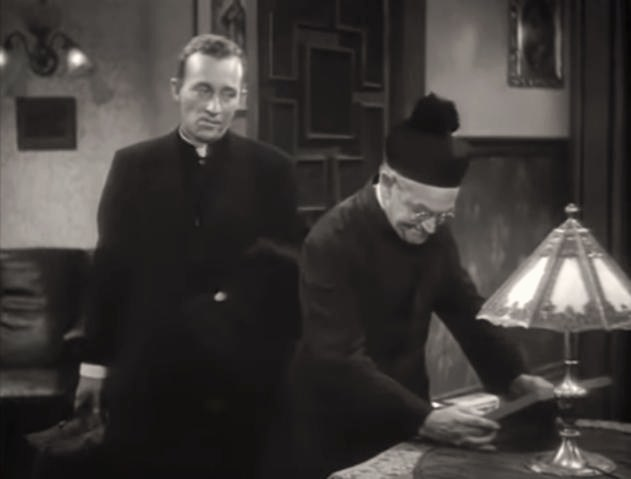
Bing Crosby et Barry Fitzgerald, dans La Route semée d'étoiles (1944)

## Distinction
- 1945 : Nomination à l'Oscar du meilleur montage, pour La Route semée d'étoiles.